# Татищев, Даниил Михайлович
Даниил (Данило) Михайлович Татищев (1660 — до 1736) — комендант и воевода во времена правления Фёдора Алексеевича, правительницы Софьи Алексеевны, Ивана V, Петра I и Екатерины I Алексеевны.
Из дворянского рода Татищевы. Второй сын боярина Михаила Юрьевича Татищева (1620—1701) от второго брака с Авдотьей Максимовной, которая позднее состояла боярыней при царевне Прасковье Иоанновне. Имел братьев Ивана Большого и Ивана Меньшого Михайловичей.

## Биография
В 1680 году числится в жильцах. В 1682 году — стряпчий и в этом звании сопровождал государей во время их поездки в Троицкий монастырь. В 1684 году пожалован в комнатные стольники к царю Иоанну Алексеевичу. С 25 января 1688 по 24 января 1691 года второй воевода на Двине (архангельский воевода), где первым воеводою состоял его отец, Михаил Юрьевич. В 1696 году значится в числе участников «кумпанства» для постройки корабля в Азовском флоте. В 1703 году девяносто пятый комнатный стольник.
В 1708 году упоминается участником Донского похода в полку гвардии майора князя В. В. Долгорукова. В 1711 году получил должность суздальского коменданта и в качестве такового составил переписную книгу Суздаля. 10 февраля 1714 году сенат назначил Татищева ландрихтером (согласно реформе Петра, последние сменили комендантов в городах, где не было гарнизонов) в Казанской губернии. В 1718 году указом сената назначен «к делам» в Сибирскую губернию, что могло означать ссылку — и для этого были основания, — но Татищев «за скорбию своею у дел не был».
В 1718 году попал в опалу, предан суду и приговором министров от 16 марта обвинён в том, что «в бытность ландрихтером в Суздале слышал о пострижении царицы Евдокии Фёдоровны и приходил к ней на поклон в Покровский девичий монастырь, видел её в мирском платье, приваживал ей письма и посылки и сам к ней съестные и прочие припасы приносил», и «за то его плутовство и недонесение царскому величеству» присужден: «бить его батоги нещадно и по наказании освободить». Вместе с мужем к нещадному битью батогами была приговорена и супруга —  Ульяна Андреевна.
16 января 1722 года в Герольдмейстерской конторе Татищеву было приказано: в канцелярию Разборного дела являться ему «по вся дни и без указу с Москвы не ехати; жить в Москве в своём дворе, за Мясницкими воротами, за Земляным городом, в приходе церкви Трёх Святителей».

## Семья
Жена: Ульяна Андреевна (1675 — после 1737) — дочь окольничего А. И. Леонтьева. В 1718 году пострадала вместе с мужем, была приговорена к битью батогами, но бита кнутом, пострижена с именем Елизаветы и сослана в Белгородский монастырь. В феврале 1722 года по царскому указу переведена в Ильинский девичий монастырь в Дмитрове.
В браке родились:
- Афанасий Данилович (1685—1750) — генерал-майор, с 1719 года женат на Анне Степановне Новосильцевой (1700—1766), двоюродной сестре барона А. Г. Строганова.
- Алексей Данилович (1697—1760) — сенатор, женат на Настасье-Марии Нефедьевне Кудрявцевой (1708—1737), дочери казанского вице-губернатора Н. Н. Кудрявцева, убитого Пугачёвым.
- Сергей Данилович — капитан-командор, женат на Прасковье Илларионовне Воронцовой, сестре графа М. И. Воронцова.
- Прасковья Даниловна (ум.1747) — замужем за ген-почтмейстером Алексеем Ивановичем Дашковым. Дом её в Москве наследовал брат Алексей Данилович. (источник: актовые книги).